# Gerd Münzberg

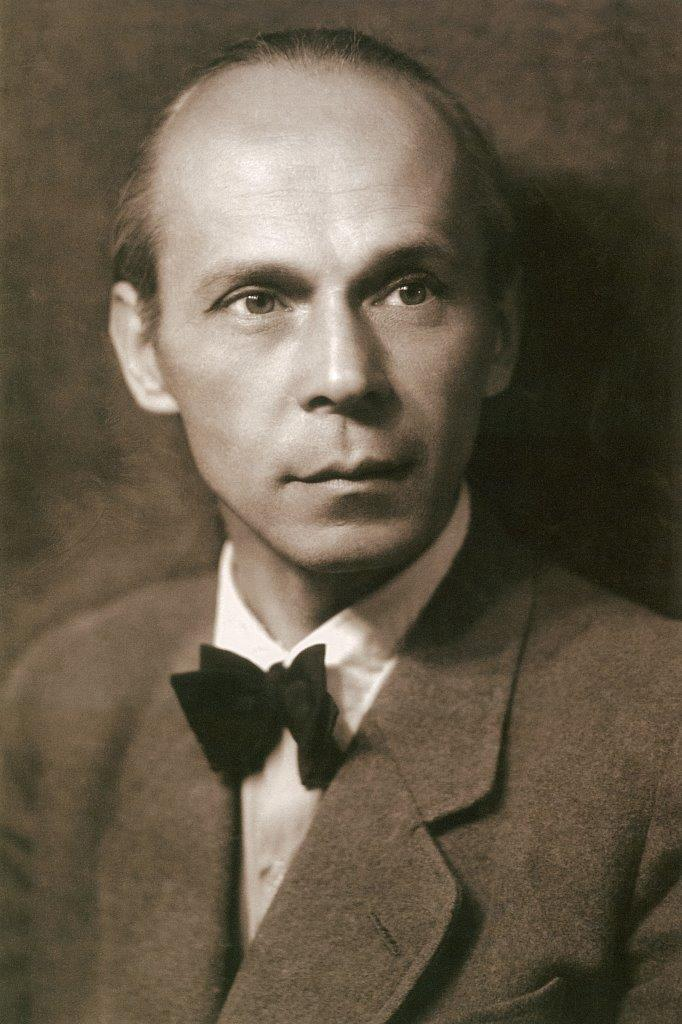
Gerhard Franziskus Münzberg, Komponist und Richter

Gerhard Franziskus „Gerd“ Münzberg (* 3. Dezember 1902 in Kloda; † 4. Mai 1994 in Kitzingen) war ein deutscher Jurist und Komponist.

## Leben
Münzberg war das dritte Kind von Johannes Emil Münzberg und seiner Ehefrau Bertha Hedwig Schubert. Er besuchte in Ostrowo, Provinz Posen, (Ostrów Wielkopolski) nach der Volksschulzeit zunächst das Königliche Gymnasium zu Ostrowo bis zur Untersekunda. Nach dem Ende des Ersten Weltkriegs fiel Ostrowo mit Inkrafttreten des Friedensvertrages von Versailles an die Zweite Republik Polen. Die Eltern optierten im Rahmen der Bestimmungen des sogenannten Kleinen Friedensvertrages von Versailles (Artikel 91) für das Deutsche Reich und die Familie siedelte in die Heimatstadt der Mutter nach Patschkau um. Er besuchte ab der Obersekunda das Staatliche Gymnasium zu Patschkau und bestand im Jahr 1922 das Abitur.
Seinen Wunsch, Musikwissenschaft zu studieren, lehnte der Vater ab. Er nahm daraufhin im Jahr 1922 an der Schlesischen Friedrich-Wilhelms-Universität zu Breslau das Studium der Rechts- und Staatswissenschaften auf, setzte dieses an der Christian-Albrechts-Universität in Kiel fort und studierte dort unter anderem bei Gustav Radbruch. Gleichzeitig belegte er an beiden Universitäten Studienangebote in Musikwissenschaft. Im Jahr 1930 schloss er sein Studium als Volljurist ab.
Nach der Übernahme in den Justizdienst Preußens wurde er als Gerichtsassessor in Schleswig-Holstein beschäftigt. Im Jahr 1930 wechselte er in den Justizvollzugsdienst, ließ sich dann in den Oberlandesgerichtsbezirk Breslau versetzen, versah erneut an verschiedenen Gerichten Tätigkeiten des gehobenen und höheren Justizdienstes unter anderem in Schweidnitz, Habelschwerdt, Glatz und Glogau und erhielt schließlich im Jahr 1934 in Gleiwitz die Stelle eines Landgerichtsrats am Landgericht, an dem er bis Mitte Januar 1945 tätig war. Am 24. Januar 1945, einen Tag vor der Besetzung der Stadt durch die Rote Armee gelang ihm die Flucht nach Kitzingen. Bis zum Einmarsch der amerikanischen Truppen arbeitete er am Amtsgericht. Im Jahr 1949 wurde er in den Justizdienst des Freistaats Bayern, übernommen und beim Amtsgericht in Kitzingen eingesetzt, wo er bis Ende 1967 tätig war.
Im Jahr 1948 ließ er sich zum Sprecher der Flüchtlinge und Heimatvertriebenen wählen und war in verschiedenen Funktionen in der Landsmannschaft Schlesien tätig. Im kommunalpolitischen Raum wirkte er 14 Jahre als ehrenamtlicher Stadtrat und initiierte den Kulturpreis der Stadt Kitzingen.
Neben den Musikstudien an der Universitäten Breslau und Kiel war er Kirchenmusiker in der Sankt-Josef-Kirche in Kiel-Gaarden. Gleichzeitig versah er in den Jahren von 1924 bis 1931 eine intensive Tätigkeit in der Musikalischen Jugendbewegung (Musikantengilde Jöde), und im Collegium musicum der Universität Kiel. Von 1939 bis zum Kriegsende begann er mit eigenen Werken eine rege konzertante Tätigkeit in Schlesien mit Konzerten in Gleiwitz, Breslau, Schweidnitz, Brieg und Neisse. Von 1945 bis 1949 war er hauptberuflich als Kirchenmusiker, Pianist und Chordirigent in Unterfranken tätig. Die Konzerttätigkeit setzte er bis an sein Lebensende fort.

## Ehrungen
- 1977 Kulturförderpreis der Stadt Kitzingen
- 1980 ‚Schlesierkreuz‘ der Landsmannschaft Schlesien – Nieder- und Oberschlesien
- 1980 Verdienstkreuz am Bande des Verdienstordens der Bundesrepublik Deutschland

## Werk

### Orchesterwerke

#### Klaviermusik
- Musik zu Ausdruckstänzen op. 1-9
- Musik für Rhythmische Spiele 	op. 10
- Nachtlied op. 10a Nr.2
- Grave op 15 Nr. 1
- Lobgesang op. 23
- Ballade op. 31
- Romanze – Zwiegespräch zweier Liebender – op. 51
- Menuett op. 59

#### Instrumentalmusik
- Festlicher Tag op. 361 Nr. 2, Suite

### Vokalwerke

#### Messe
„Friedensmesse“ op. 93
Deutsche Singmesse für 4-stimmigen, gemischten Chor, Sopran- und Tenorsolo, Orgel und Orchester nach Texten von Josef Theodor Scholz. zur 700-Jahrfeier der Kathedralkirche zu Breslau  1244 – 1944

#### Kantaten
Die ganz Andere op. 118 (1950/1960)
Marien-Kantate auf Verse von Joseph von Eichendorff, Friedrich von Hardenberg (Novalis) und Lukas 1,26–38  zum Fest Mariä Verkündigung für Sopran- und Bariton-Solo, gemischten Chor, Cembalo (Orgel) und Orchester
Franken in Zeit und Ewigkeit, op. 172 (1963)
Zur Vierhundertjahrfeier der Erbauung des Rathauses der Stadt Kitzingen 1563–1963. Kantate nach Texten von Hanns Rupp für Sopran- und Tenorsolo, Kinder-, Frauen- und Männerchor, gemischten Chor und Orchester
Eine kleine Wanderweise, op. 178 (1965)
Kantate für Sopran- und Tenorsolo, gemischten Chor und Orchester auf Texte von Engelbert Bach, Joseph von Eichendorff, Rudolf Grieger, Alfons Hayduk, Alfred von Kessel, Käthe Kamossa, Walter Meckauer, Hans Niekrawietz, Hermann Stehr, Ernst Schenke, Angelus Silesius, Alfons Teuber und Felicitas v. Zerboni-Sposetti
Schlesische Passion, op. 200 (1969)
Kantate für Sprecher, Sopran- und Tenorsolo, gemischten Chor und Orchester auf Texte von Friedrich Bischoff, Joseph von Eichendorff, Hans Frank, Gerhart Hauptmann, Alfons Hayduk, Max Herrmann-Neiße, Otto Nisch/Gerhard Münzberg, Richard von Schaukal, Ernst Schenke, Franz Johannes Weinrich, Hans Zuchold

### Lieder
Schwerpunkt des künstlerischen Schaffens Münzbergs sind Vertonungen von Lyrik in deutscher Sprache. Bedeutende Schriftsteller und Dichter des 19. und 20. Jahrhunderts gaben Anregungen für das Liedschaffen, u. a. Werner Bergengruen, Dietrich Bonhoeffer, Hermann Claudius, Hans Carossa, Annette von Droste-Hülshoff, Joseph von Eichendorff, Gertrud von le Fort, Hermann Hesse, Käthe Kamossa, Johannes Kirschweng, Erich Kofler, Nikolaus Lenau, Rainer Maria Rilke, Ina Seidel, Ruth Schaumann, Richard von Schaukal, Rudolf Alexander Schröder, Theodor Storm, Georg Trakl, Josef Weinheber, Franz Johannes Weinrich, Franz Werfel und Carl Zuckmayer.
Anregungen aus dem schlesischen Sprachraum gaben Lyriker und Dichter wie
Angelus Silesius, Joseph von Eichendorff, Gerhart Hauptmann, Carl Hauptmann, Alfons Hayduk, Alfred Hein, Max Herrmann-Neiße, Paul Keller, Horst Lange, Dagmar Nick, Hans Niekrawietz, Philo vom Walde (Johannes Reinelt); Elisabeth Sophie und Walter Reiprich, Barbara Suchner, Ernst Schenke, Hermann Stehr, Barbara Strehblow, Ruth Storm, Monika Taubitz, Alfons Teuber, Konrad Werner.
Eine Besonderheit in der zweiten Lebenshälfte des Komponisten sind Vertonungen in fränkischer und schlesischer Mundart.
Aus dem schlesischen Sprachraum waren es Textdichter wie Karl von Holtei, Karl Klings, Philo vom Walde, Hanns Rössler und Ernst Schenke, aus dem unterfränkischen Sprachraum die Mundartdichter Engelbert Bach, Alfred Buchner, Nikolaus Fey, Joseph Kram, Ernst Luther und Hanns Rupp.

## Veröffentlichungen
- Inser Himmelreich, Mundartlieder aus Schlesien und Franken, 1971 Kitzingen, Eigenverlag
- Laß nur die Wetter wogen, Eichendorff-Lieder, 1972, Kitzingen, Eigenverlag,
- Spiegelungen, Lieder, 1972, Kitzingen, Eigenverlag,
- Chorlieder, 1973, Kitzingen, Eigenverlag
- Schlesische Balladen und Lieder, 1974, Kitzingen, Eigenverlag,
- Auf dem Weg durch die Zeit, Klaviermusik, 1985, Kitzingen, Eigenverlag,
- SILESIA CANTAT, Heft 11, Ausgewählte Klavierlieder schlesischer Komponisten, Folge 1, Herausgeber Norbert Linke, Laumann-Verlag Dülmen, 1975, S. 19,
- Roter Mohn, Liederzyklus nach Gedichten von Walter Berger, Martin Verlag/Walter Berger, Buxheim, 1980
- SILESIA CANTAT, Heft 27, Ausgewählte Klavierlieder in schlesischer Mundart von Gerd Münzberg, Laumann-Verlag Dülmen, 1982
- Gewalt ist Armut, Gedichte von Elisabeth Münzberg, Kitzingen, Eigenverlag, 1982, S. 54–68

## Schallplatten
- Spiegelungen 1, 1975 (TSW 75 111/112; Aufnahme: Hochschule für Musik, Würzburg, Prof. Werner Berndsen)
- Spiegelungen 2, 1977 (TSW 77 630: Aufnahme: Hochschule für Musik, Würzburg, Prof. Werner Berndsen)
- Lach a bißla, flann a bißla, alles hat sei Zeit, Lieder zu Versen in schlesischer und fränkischer Mundart, 1979 (TSW 79 1030; Aufnahme: Hochschule für Musik, Würzburg, Prof. Werner Berndsen)
- Mohnlieder, 1982 (TSW 82 730; Aufnahme: Hochschule für Musik, Würzburg, Prof. Werner Berndsen)
- Elisabeth Münzberg – Im Dunkel liegt das Land, 1982 (TSW 82 730; Aufnahme Seite 1: Hochschule der Künste, Berlin, 1981/1982 – S. 2: Hochschule für Musik, Würzburg)

## Tonaufnahmen
- Serenade "Auf dem Weg durch die Zeit", Rathaushalle Kitzingen, 12. Mai 1991 Digitalaufnahme: Tonstudio Harald Braun 91207 Lauf an der Pegnitz

## Archiv
- Musikalisches Werkverzeichnis und Archiv (im Aufbau): Dr. Uwe Münzberg